# Odtwarzacz CD

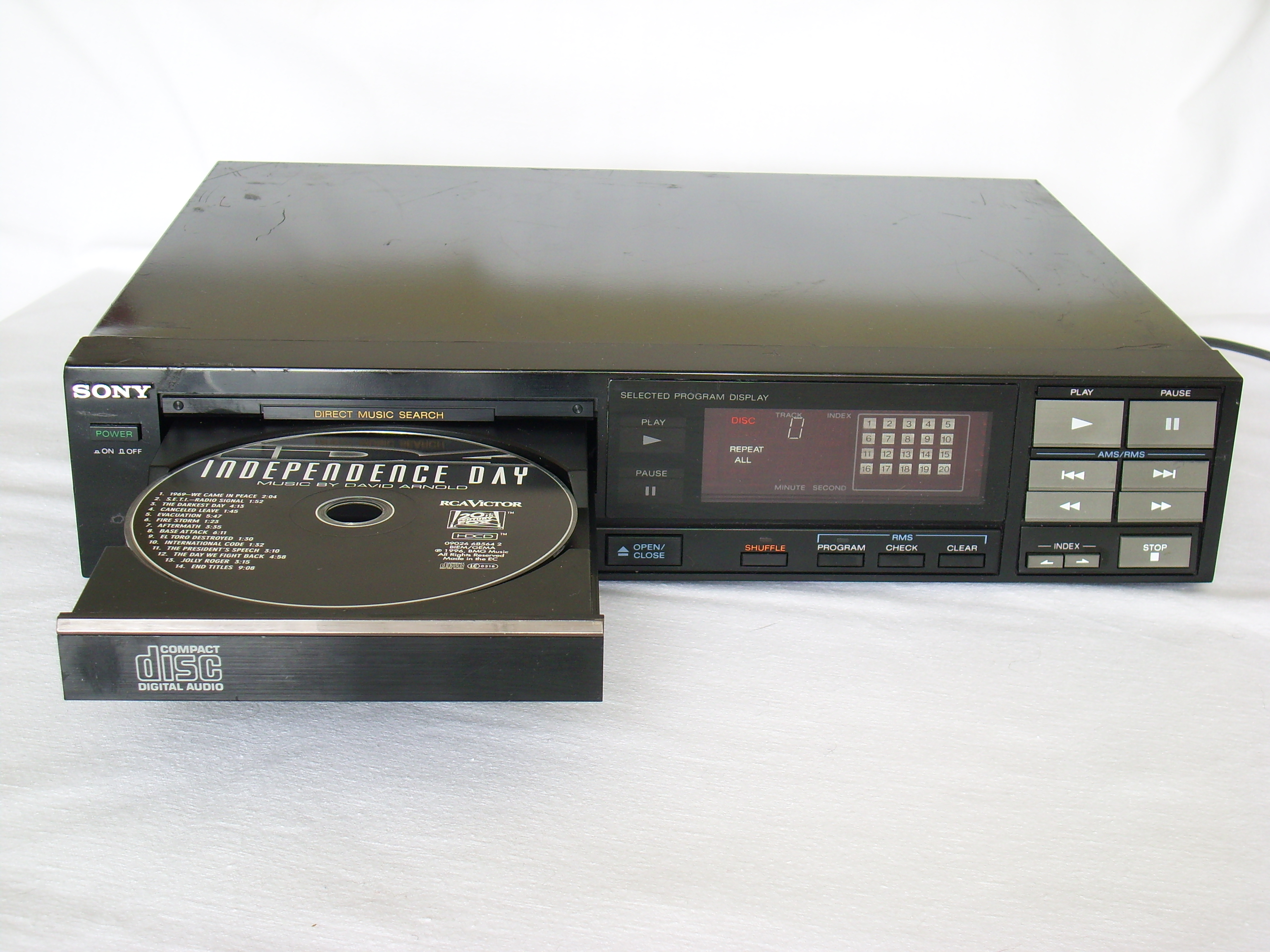
Odtwarzacz Sony CDP-35 z 1986 roku

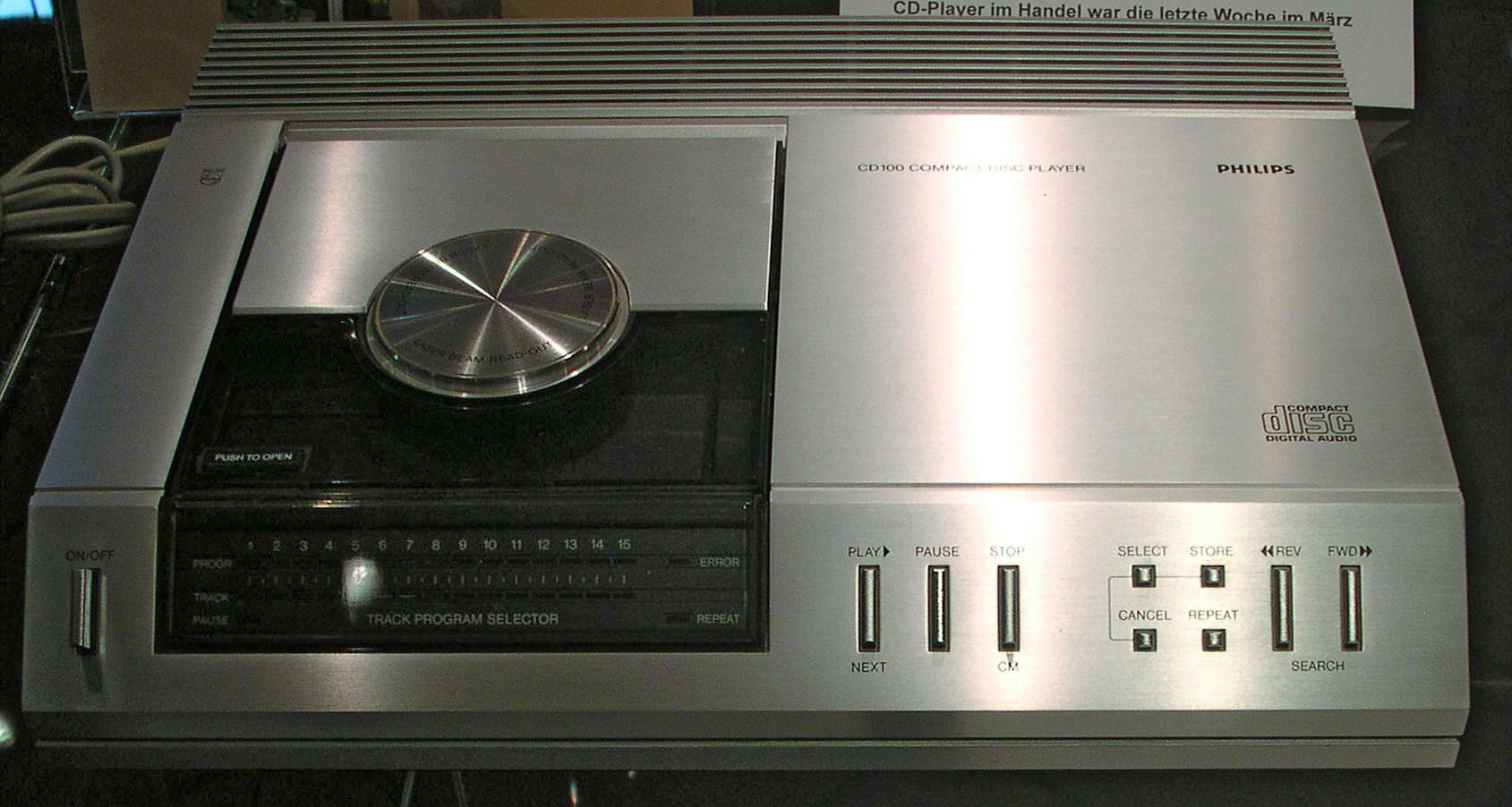
Philips CD-100, jeden z najwcześniejszych odtwarzaczy płyt kompaktowych z 1983 roku, którego premiera miała miejsce 1 listopada 1982 roku. Firma Philips o jeden miesiąc przegrała z firmą Sony, która 1 października 1982 wprowadziła na rynek muzyczny swój pierwszy konsumencki odtwarzacz CD, Sony CDP-101

Odtwarzacz CD – elektroniczne urządzenie cyfrowe służące do odtwarzania płyt CD z nagranym dźwiękiem w formacie Audio za pomocą wiązki lasera, w Polsce początkowo znane pod nazwą gramofon laserowy cyfrowy, gramofon cyfrowy lub dyskofon albo też odtwarzacz płyt kompaktowych.

## Historia
Odtwarzacze CD pojawiły się w pierwszej połowie lat 80. XX wieku i były konstruowane jako dodatkowe urządzenia do podłączenia do wież stereo.
Pierwszym produkowanym seryjnie na świecie odtwarzaczem CD był Sony CDP-101, którego premiera rynkowa odbyła się w Tokio 1 października 1982 roku.
W roku 1986 na rynku oferowanych było ok. 100 typów odtwarzaczy CD wytwarzanych przez 30 producentów. Na przykład w RFN do połowy roku 1986 sprzedano 500 tysięcy odtwarzaczy CD i około 6 milionów płyt CD.

## Konstrukcja
W dobie miniaturyzacji urządzeń elektronicznych, odtwarzacze są również umieszczane w jednej obudowie wraz ze wzmacniaczem, tunerem oraz (w XXI w. coraz rzadziej) magnetofonem. Takie urządzenia potocznie nazywane są mini-wieżami.
Czytniki płyt CD były także wbudowywane do komputerów typu desktop i laptop.  Dla nowszych lekkich laptopów odtwarzacz CD był podłączany kablem USB. Odtwarzacze miały także funkcję nagrywania płyt CD i płyt DVD.
Istnieją różne rodzaje odtwarzaczy CD. Jednym z nich jest przenośny odtwarzacz z wyjściem słuchawkowym, potocznie zwany discmanem od nazwy odtwarzacza produkowanego przez firmę Sony.
W Polsce produkcją odtwarzaczy CD (zwanych przed producentów krajowych również dyskofonami) zajmowały się trzy firmy:
- Zakłady Radiowe Radmor w Gdyni – odtwarzacze z głowicami laserowymi firm Sony i Philips,
- Zakłady Radiowe Diora w Dzierżoniowie – odtwarzacze z głowicami laserowymi firmy Philips,
- Łódzkie Zakłady Radiowe Fonica – odtwarzacze z głowicami laserowymi firmy Sony.